# National League South 2023-2024
La National League South 2023-2024 è stata la 19ª edizione della seconda serie della National League. Rappresenta, insieme alla National League North, il sesto livello del calcio inglese ed il secondo del sistema "non-league".

## Squadre partecipanti
| Squadra                    | Città                         | Stagione precedente                                                   |
| -------------------------- | ----------------------------- | --------------------------------------------------------------------- |
| Aveley                     | Aveley                        | 4º posto in Isthmian League Premier Division, promosso                |
| Bath City                  | Bath                          | 11º posto in National League South                                    |
| Braintree Town             | Braintree                     | 7º posto in National League South                                     |
| Chelmsford City            | Chelmsford                    | 5º posto in National League South                                     |
| Chippenham Town            | Chippenham                    | 13º posto in National League South                                    |
| Dartford                   | Dartford                      | 2º posto in National League South                                     |
| Dover Athletic             | Dover                         | 20º posto in National League South                                    |
| Eastbourne Borough         | Eastbourne                    | 8º posto in National League South                                     |
| Farnborough                | Farnborough                   | 12º posto in National League South                                    |
| Hampton & Richmond Borough | Londra (Richmond upon Thames) | 17º posto in National League South                                    |
| Havant & Waterlooville     | Havant                        | 10º posto in National League South                                    |
| Hemel Hempstead Town       | Hemel Hempstead               | 15º posto in National League South                                    |
| Maidstone United           | Maidstone                     | 24º posto in National League, retrocesso                              |
| Slough Town                | Slough                        | 18º posto in National League South                                    |
| St Albans City             | St Albans                     | 6º posto in National League South                                     |
| Taunton Town               | Taunton                       | 14º posto in National League South                                    |
| Tonbridge Angels           | Tonbridge                     | 9º posto in National League South                                     |
| Torquay United             | Torquay                       | 21º posto in National League, retrocesso                              |
| Truro City                 | Truro                         | 3º posto in Southern Football League Premier Division South, promosso |
| Welling United             | Londra (Bexley)               | 16º posto in National League South                                    |
| Weston-super-Mare          | Weston-super-Mare             | 1º posto in Southern Football League Premier Division South, promosso |
| Weymouth                   | Weymouth                      | 19º posto in National League South                                    |
| Worthing                   | Worthing                      | 4º posto in National League South                                     |
| Yeovil Town                | Yeovil                        | 22º posto in National League, retrocesso                              |

## Classifica finale
Aggiornata al 6 maggio 2024.
|  | Pos. | Squadra                | Pt | G  | V  | N  | P  | GF  | GS | DR  |
|  | ---- | ---------------------- | -- | -- | -- | -- | -- | --- | -- | --- |
|  | 1.   | Yeovil Town            | 95 | 46 | 29 | 8  | 9  | 81  | 45 | +36 |
|  | 2.   | Chelmsford City        | 84 | 46 | 24 | 12 | 10 | 76  | 43 | +33 |
|  | 3.   | Worthing               | 84 | 46 | 26 | 6  | 14 | 104 | 72 | +32 |
|  | 4.   | Maidstone Utd          | 83 | 46 | 24 | 11 | 11 | 72  | 52 | +20 |
|  | 5.   | Braintree Town         | 81 | 46 | 23 | 12 | 11 | 64  | 42 | +22 |
|  | 6.   | Bath City              | 73 | 46 | 20 | 13 | 13 | 69  | 51 | +18 |
|  | 7.   | Aveley                 | 73 | 46 | 21 | 10 | 15 | 68  | 61 | +7  |
|  | 8.   | Farnborough            | 72 | 46 | 20 | 12 | 14 | 76  | 67 | +9  |
|  | 9.   | Hampton & Richmond     | 72 | 46 | 20 | 12 | 14 | 61  | 57 | +4  |
|  | 10.  | Slough Town            | 68 | 46 | 18 | 14 | 14 | 81  | 69 | +12 |
|  | 11.  | St Albans City         | 68 | 46 | 20 | 8  | 18 | 77  | 67 | +10 |
|  | 12.  | Chippenham Town        | 62 | 46 | 16 | 14 | 16 | 62  | 62 | 0   |
|  | 13.  | Weston-super-Mare      | 59 | 46 | 17 | 8  | 21 | 66  | 74 | -8  |
|  | 14.  | Tonbridge Angels       | 58 | 46 | 7  | 7  | 7  | 35  | 26 | +9  |
|  | 15.  | Weymouth               | 56 | 46 | 13 | 17 | 16 | 57  | 64 | -7  |
|  | 16.  | Truro City             | 55 | 46 | 15 | 10 | 21 | 58  | 67 | -9  |
|  | 17.  | Welling Utd            | 54 | 46 | 12 | 18 | 16 | 56  | 71 | -15 |
|  | 18.  | Torquay Utd            | 53 | 46 | 19 | 7  | 20 | 73  | 76 | -3  |
|  | 19.  | Eastbourne Borough     | 52 | 46 | 14 | 10 | 22 | 53  | 74 | -21 |
|  | 20.  | Hemel H. Town          | 50 | 46 | 13 | 11 | 22 | 55  | 71 | -16 |
|  | 21.  | Dartford               | 46 | 46 | 12 | 10 | 24 | 56  | 75 | -19 |
|  | 22.  | Taunton Town           | 46 | 46 | 10 | 16 | 20 | 44  | 71 | -27 |
|  | 23.  | Havant & Waterlooville | 37 | 46 | 10 | 7  | 29 | 52  | 92 | -40 |
|  | 24.  | Dover Athletic         | 27 | 46 | 4  | 15 | 27 | 40  | 77 | -37 |

Legenda:
      Promosso in National League 2024-2025.
  Ammesso ai play-off.
      Retrocesso in Isthmian League/Southern Football League 2024-2025.
Regolamento:
Tre punti a vittoria, uno a pareggio, zero a sconfitta.
In caso di arrivo di due o più squadre a pari punti, la graduatoria viene stilata secondo i seguenti criteri:
- differenza reti
- maggior numero di gol segnati

## Spareggi

### Play-off

#### Tabellone
|  | Quarti di finale | Quarti di finale | Quarti di finale |  |  | Semifinali | Semifinali      | Semifinali      | Semifinali |   |  | Finale | Finale         | Finale |  |
|  |                  |                  |                  |  |  |            |                 |                 |            |   |  |        |                |        |  |
|  | 5                | Braintree Town   | 1                |  |  |            |                 |                 |            |   |  |        |                |        |  |
|  | 6                | Bath City        | 0                |  |  | 2          | Chelmsford City | Chelmsford City | 2          |   |  |        |                |        |  |
|  |                  |                  |                  |  |  | 5          | Braintree Town  | Braintree Town  | 3          |   |  |        |                |        |  |
|  |                  |                  |                  |  |  |            |                 |                 |            |   |  | 5      | Braintree Town | 4      |  |
|  | 4                | Maidstone Utd    | 2                |  |  |            |                 | 3               | Worthing   | 3 |  |        |                |        |  |
|  | 7                | Aveley           | 1                |  |  | 3          | Worthing        | Worthing        | 2          |   |  |        |                |        |  |
|  |                  |                  |                  |  |  | 4          | Maidstone Utd   | Maidstone Utd   | 1          |   |  |        |                |        |  |